# Algas verdes
As algas verdes ou clorofíceas são um grupo parafilético de organismos fotossintéticos composto por espécies microscópicas e macroscópicas. Encontram-se em todos os ambientes aquáticos (águas marinhas e salobras e água doce), e no ambiente terrestre, em locais como, troncos, folhas, neve, em solos húmidos, entre outros. A maioria das espécies vive a maior parte do seu ciclo de vida como células isoladas. Outras no entanto, podem associar-se em colónias, em filamentos, podem ser ramificados ou não, além de possuírem flagelos.  

## Descrição

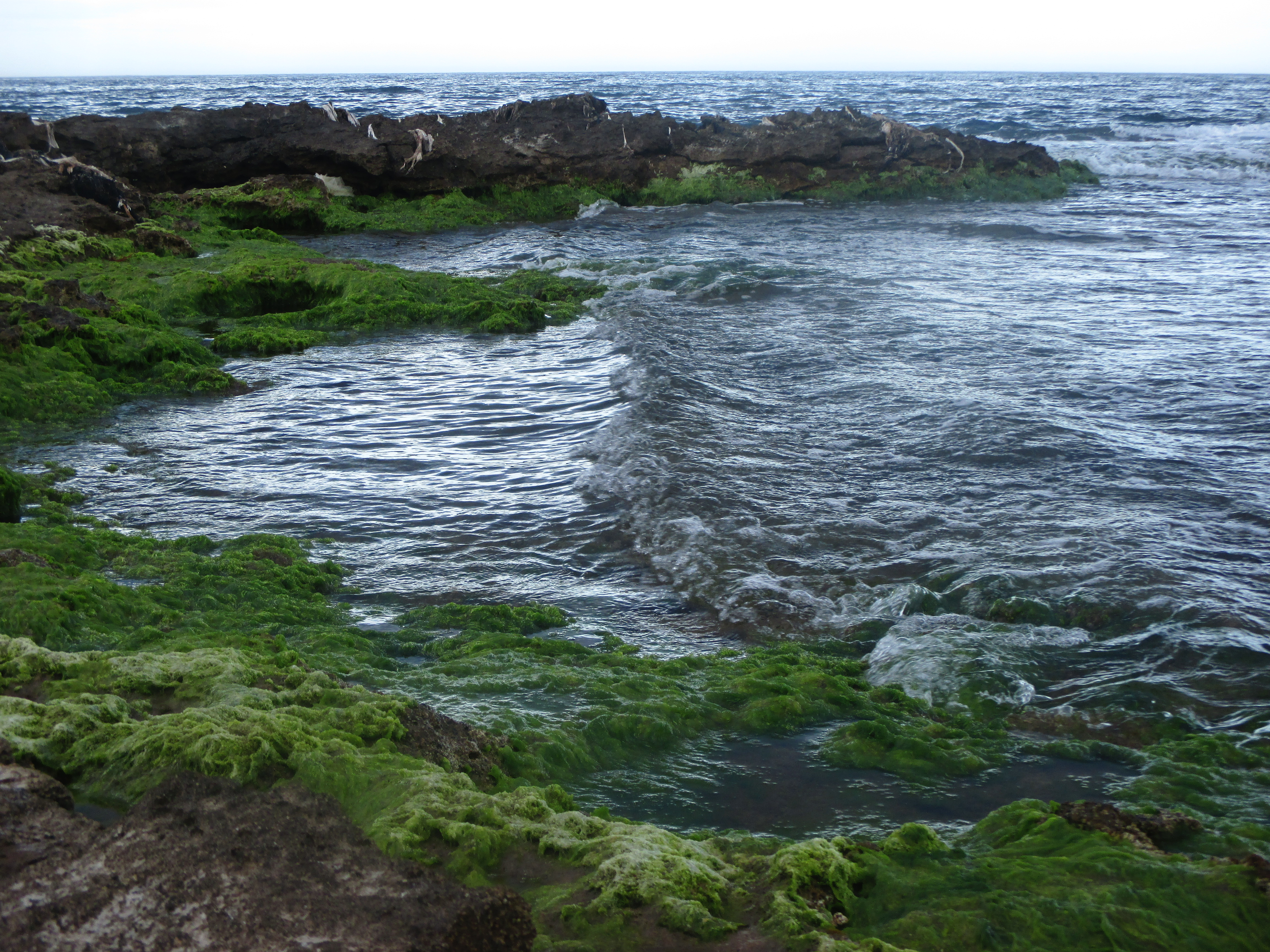

As algas verdes são um grande grupo de algas a partir de qual os embriófitos (ou plantas terrestres) emergiu. Como tal, formam um grupo parafilético, apesar do grupo formado pelas algas verdes em conjunto com os embriófitas ser monofilético (e normalmente denominado apenas por reino Plantae). As algas verdes incluem organismos flagelados unicelulares ou coloniais, normalmente com dois flagelos por célula. No grupo das Charales, os parentes mais próximos das plantas superiores, a total diferenciação dos tecidos ocorre. Algumas espécies são multicelulares, existindo cerca de 6.000. Atualmente, este filo contém 500 géneros descritos e mais de 8.000 espécies.
Alguns organismos dependem de algas verdes para poderem desenvolver fotossíntese. Os cloroplastos dos euglenóides e dos membros da classe Chlorarachnea foram presumivelmente adquiridos de algas verdes ingeridas. Algumas espécies de algas verdes, particularmente nos gêneros Trebouxia ou Pseudotrebouxia (Trebouxiophyceae), podem ser encontradas em associação com fungos, formando líquenes.

## Estrutura celular
Todas as formas possuem cloroplastos. Estes contêm clorofilas a e b, dando-lhes uma coloração verde, bem como os pigmentos acessórios beta-caroteno, xantofilas, luteína. A substância de reserva do grupo é o amido, o qual é formado dentro do cloroplasto.
Possuem os tilacóides empilhados, de 3 a 6 pilhas. Todas possuem mitocôndrias, com cristas achatadas. Quando presentes, os flagelos estão inseridos na porção anterior da célula ou lateralmente (em carofíceas), e estão tipicamente ancorados através de um sistema entrecruzado de microtúbulos. Apresentam estigma, que é formado por um conjunto de corpúsculos lipídicos, que está relacionado a fototaxia ou fototropismo.  Possuem parede celular constituída por celulose, manose, xilose e glicoproteínas.  A mitose dá-se sem a presença de centríolos. A parede celular tem origem na etapa da telófase, e é formada através do fuso interzonal colapsado ou persistente, criado através do ficoplasto e fragmoplsato.

## Origem
Os cloroplastos das algas verdes apresentam formas variadas, tais como,  em forma de fita, estrelada, laminar, reticulado, discóide e placóide, e possuem dupla membrana. Por essa razão, foram adquiridos por endossimbiose primária de cianobactérias. Um certo número de cianobactérias apresenta uma pigmentação similar, mas esta característica poderá ter surgido mais que uma vez durante a evolução. Os cloroplastos das algas verdes não são  relacionados com as cianobactérias. É provável que as algas verdes partilhem um mesmo ancestral comum com as algas vermelhas.

## Classificação
As algas verdes são muitas vezes classificadas junto com os seus descendentes embriófitos, no clado Viridiplantae. As Viridiplantae, juntamente com as algas vermelhas e as algas da divisão Glaucophyta, formam o supergrupo Primoplantae, também conhecido como Archaeplastida (ou Plantae sensu lato).
As Viridiplantae divergiram em dois clados. As Chlorophyta incluem as linhagens que divergiram primeiro, as prasinófitas e as Chlorophyta básicas ou  core , que contêm a maioria das espécies descritas de algas verdes. As Streptophyta incluem as carófitas, um agrupamento parafilético de algas de água doce a partir do qual evoluíram as plantas terrestres.
Abaixe segue-se uma reconstrução consensual das relações de algas verdes, principalmente baseada em dados moleculares.
|  | \| \| Ulvophyceae \| \| \| \| \| \| Trebouxiophyceae \| \| \| \| \| \| Chlorophyceae \| \| \| \| |
|  |                                                                                                  |
|  | Chlorodendrophyceae                                                                              |
|  |                                                                                                  |
|  | Ulvophyceae                                                                                      |
|  |                                                                                                  |
|  | Trebouxiophyceae                                                                                 |
|  |                                                                                                  |
|  | Chlorophyceae                                                                                    |
|  |                                                                                                  |

|  | Ulvophyceae      |
|  |                  |
|  | Trebouxiophyceae |
|  |                  |
|  | Chlorophyceae    |
|  |                  |

|  | \| \| Ulvophyceae \| \| \| \| \| \| Trebouxiophyceae \| \| \| \| \| \| Chlorophyceae \| \| \| \| |
|  |                                                                                                  |
|  | Chlorodendrophyceae                                                                              |
|  |                                                                                                  |
|  | Ulvophyceae                                                                                      |
|  |                                                                                                  |
|  | Trebouxiophyceae                                                                                 |
|  |                                                                                                  |
|  | Chlorophyceae                                                                                    |
|  |                                                                                                  |

|  | Ulvophyceae      |
|  |                  |
|  | Trebouxiophyceae |
|  |                  |
|  | Chlorophyceae    |
|  |                  |

|  | \| \| Ulvophyceae \| \| \| \| \| \| Trebouxiophyceae \| \| \| \| \| \| Chlorophyceae \| \| \| \| |
|  |                                                                                                  |
|  | Chlorodendrophyceae                                                                              |
|  |                                                                                                  |
|  | Ulvophyceae                                                                                      |
|  |                                                                                                  |
|  | Trebouxiophyceae                                                                                 |
|  |                                                                                                  |
|  | Chlorophyceae                                                                                    |
|  |                                                                                                  |

|  | Ulvophyceae      |
|  |                  |
|  | Trebouxiophyceae |
|  |                  |
|  | Chlorophyceae    |
|  |                  |

|  | \| \| Ulvophyceae \| \| \| \| \| \| Trebouxiophyceae \| \| \| \| \| \| Chlorophyceae \| \| \| \| |
|  |                                                                                                  |
|  | Chlorodendrophyceae                                                                              |
|  |                                                                                                  |
|  | Ulvophyceae                                                                                      |
|  |                                                                                                  |
|  | Trebouxiophyceae                                                                                 |
|  |                                                                                                  |
|  | Chlorophyceae                                                                                    |
|  |                                                                                                  |

|  | Ulvophyceae      |
|  |                  |
|  | Trebouxiophyceae |
|  |                  |
|  | Chlorophyceae    |
|  |                  |

|  | \| \| Zygnematophyceae \| \| \| \| \| \| Coleochaetophyceae \| \| \| \| |
|  |                                                                         |
|  | Embryophytes (plantas terrestres)                                       |
|  |                                                                         |
|  | Zygnematophyceae                                                        |
|  |                                                                         |
|  | Coleochaetophyceae                                                      |
|  |                                                                         |

|  | Zygnematophyceae   |
|  |                    |
|  | Coleochaetophyceae |
|  |                    |

|  | \| \| Zygnematophyceae \| \| \| \| \| \| Coleochaetophyceae \| \| \| \| |
|  |                                                                         |
|  | Embryophytes (plantas terrestres)                                       |
|  |                                                                         |
|  | Zygnematophyceae                                                        |
|  |                                                                         |
|  | Coleochaetophyceae                                                      |
|  |                                                                         |

|  | Zygnematophyceae   |
|  |                    |
|  | Coleochaetophyceae |
|  |                    |

|  | \| \| Zygnematophyceae \| \| \| \| \| \| Coleochaetophyceae \| \| \| \| |
|  |                                                                         |
|  | Embryophytes (plantas terrestres)                                       |
|  |                                                                         |
|  | Zygnematophyceae                                                        |
|  |                                                                         |
|  | Coleochaetophyceae                                                      |
|  |                                                                         |

|  | Zygnematophyceae   |
|  |                    |
|  | Coleochaetophyceae |
|  |                    |

|  | \| \| Zygnematophyceae \| \| \| \| \| \| Coleochaetophyceae \| \| \| \| |
|  |                                                                         |
|  | Embryophytes (plantas terrestres)                                       |
|  |                                                                         |
|  | Zygnematophyceae                                                        |
|  |                                                                         |
|  | Coleochaetophyceae                                                      |
|  |                                                                         |

|  | Zygnematophyceae   |
|  |                    |
|  | Coleochaetophyceae |
|  |                    |

|  | \| \| Zygnematophyceae \| \| \| \| \| \| Coleochaetophyceae \| \| \| \| |
|  |                                                                         |
|  | Embryophytes (plantas terrestres)                                       |
|  |                                                                         |
|  | Zygnematophyceae                                                        |
|  |                                                                         |
|  | Coleochaetophyceae                                                      |
|  |                                                                         |

|  | Zygnematophyceae   |
|  |                    |
|  | Coleochaetophyceae |
|  |                    |

|  | \| \| Zygnematophyceae \| \| \| \| \| \| Coleochaetophyceae \| \| \| \| |
|  |                                                                         |
|  | Embryophytes (plantas terrestres)                                       |
|  |                                                                         |
|  | Zygnematophyceae                                                        |
|  |                                                                         |
|  | Coleochaetophyceae                                                      |
|  |                                                                         |

|  | Zygnematophyceae   |
|  |                    |
|  | Coleochaetophyceae |
|  |                    |

|  | \| \| Zygnematophyceae \| \| \| \| \| \| Coleochaetophyceae \| \| \| \| |
|  |                                                                         |
|  | Embryophytes (plantas terrestres)                                       |
|  |                                                                         |
|  | Zygnematophyceae                                                        |
|  |                                                                         |
|  | Coleochaetophyceae                                                      |
|  |                                                                         |

|  | Zygnematophyceae   |
|  |                    |
|  | Coleochaetophyceae |
|  |                    |

|  | \| \| Zygnematophyceae \| \| \| \| \| \| Coleochaetophyceae \| \| \| \| |
|  |                                                                         |
|  | Embryophytes (plantas terrestres)                                       |
|  |                                                                         |
|  | Zygnematophyceae                                                        |
|  |                                                                         |
|  | Coleochaetophyceae                                                      |
|  |                                                                         |

|  | Zygnematophyceae   |
|  |                    |
|  | Coleochaetophyceae |
|  |                    |

|  | \| \| Ulvophyceae \| \| \| \| \| \| Trebouxiophyceae \| \| \| \| \| \| Chlorophyceae \| \| \| \| |
|  |                                                                                                  |
|  | Chlorodendrophyceae                                                                              |
|  |                                                                                                  |
|  | Ulvophyceae                                                                                      |
|  |                                                                                                  |
|  | Trebouxiophyceae                                                                                 |
|  |                                                                                                  |
|  | Chlorophyceae                                                                                    |
|  |                                                                                                  |

|  | Ulvophyceae      |
|  |                  |
|  | Trebouxiophyceae |
|  |                  |
|  | Chlorophyceae    |
|  |                  |

|  | \| \| Ulvophyceae \| \| \| \| \| \| Trebouxiophyceae \| \| \| \| \| \| Chlorophyceae \| \| \| \| |
|  |                                                                                                  |
|  | Chlorodendrophyceae                                                                              |
|  |                                                                                                  |
|  | Ulvophyceae                                                                                      |
|  |                                                                                                  |
|  | Trebouxiophyceae                                                                                 |
|  |                                                                                                  |
|  | Chlorophyceae                                                                                    |
|  |                                                                                                  |

|  | Ulvophyceae      |
|  |                  |
|  | Trebouxiophyceae |
|  |                  |
|  | Chlorophyceae    |
|  |                  |

|  | \| \| Ulvophyceae \| \| \| \| \| \| Trebouxiophyceae \| \| \| \| \| \| Chlorophyceae \| \| \| \| |
|  |                                                                                                  |
|  | Chlorodendrophyceae                                                                              |
|  |                                                                                                  |
|  | Ulvophyceae                                                                                      |
|  |                                                                                                  |
|  | Trebouxiophyceae                                                                                 |
|  |                                                                                                  |
|  | Chlorophyceae                                                                                    |
|  |                                                                                                  |

|  | Ulvophyceae      |
|  |                  |
|  | Trebouxiophyceae |
|  |                  |
|  | Chlorophyceae    |
|  |                  |

|  | \| \| Ulvophyceae \| \| \| \| \| \| Trebouxiophyceae \| \| \| \| \| \| Chlorophyceae \| \| \| \| |
|  |                                                                                                  |
|  | Chlorodendrophyceae                                                                              |
|  |                                                                                                  |
|  | Ulvophyceae                                                                                      |
|  |                                                                                                  |
|  | Trebouxiophyceae                                                                                 |
|  |                                                                                                  |
|  | Chlorophyceae                                                                                    |
|  |                                                                                                  |

|  | Ulvophyceae      |
|  |                  |
|  | Trebouxiophyceae |
|  |                  |
|  | Chlorophyceae    |
|  |                  |

|  | \| \| Zygnematophyceae \| \| \| \| \| \| Coleochaetophyceae \| \| \| \| |
|  |                                                                         |
|  | Embryophytes (plantas terrestres)                                       |
|  |                                                                         |
|  | Zygnematophyceae                                                        |
|  |                                                                         |
|  | Coleochaetophyceae                                                      |
|  |                                                                         |

|  | Zygnematophyceae   |
|  |                    |
|  | Coleochaetophyceae |
|  |                    |

|  | \| \| Zygnematophyceae \| \| \| \| \| \| Coleochaetophyceae \| \| \| \| |
|  |                                                                         |
|  | Embryophytes (plantas terrestres)                                       |
|  |                                                                         |
|  | Zygnematophyceae                                                        |
|  |                                                                         |
|  | Coleochaetophyceae                                                      |
|  |                                                                         |

|  | Zygnematophyceae   |
|  |                    |
|  | Coleochaetophyceae |
|  |                    |

|  | \| \| Zygnematophyceae \| \| \| \| \| \| Coleochaetophyceae \| \| \| \| |
|  |                                                                         |
|  | Embryophytes (plantas terrestres)                                       |
|  |                                                                         |
|  | Zygnematophyceae                                                        |
|  |                                                                         |
|  | Coleochaetophyceae                                                      |
|  |                                                                         |

|  | Zygnematophyceae   |
|  |                    |
|  | Coleochaetophyceae |
|  |                    |

|  | \| \| Zygnematophyceae \| \| \| \| \| \| Coleochaetophyceae \| \| \| \| |
|  |                                                                         |
|  | Embryophytes (plantas terrestres)                                       |
|  |                                                                         |
|  | Zygnematophyceae                                                        |
|  |                                                                         |
|  | Coleochaetophyceae                                                      |
|  |                                                                         |

|  | Zygnematophyceae   |
|  |                    |
|  | Coleochaetophyceae |
|  |                    |

|  | \| \| Zygnematophyceae \| \| \| \| \| \| Coleochaetophyceae \| \| \| \| |
|  |                                                                         |
|  | Embryophytes (plantas terrestres)                                       |
|  |                                                                         |
|  | Zygnematophyceae                                                        |
|  |                                                                         |
|  | Coleochaetophyceae                                                      |
|  |                                                                         |

|  | Zygnematophyceae   |
|  |                    |
|  | Coleochaetophyceae |
|  |                    |

|  | \| \| Zygnematophyceae \| \| \| \| \| \| Coleochaetophyceae \| \| \| \| |
|  |                                                                         |
|  | Embryophytes (plantas terrestres)                                       |
|  |                                                                         |
|  | Zygnematophyceae                                                        |
|  |                                                                         |
|  | Coleochaetophyceae                                                      |
|  |                                                                         |

|  | Zygnematophyceae   |
|  |                    |
|  | Coleochaetophyceae |
|  |                    |

|  | \| \| Zygnematophyceae \| \| \| \| \| \| Coleochaetophyceae \| \| \| \| |
|  |                                                                         |
|  | Embryophytes (plantas terrestres)                                       |
|  |                                                                         |
|  | Zygnematophyceae                                                        |
|  |                                                                         |
|  | Coleochaetophyceae                                                      |
|  |                                                                         |

|  | Zygnematophyceae   |
|  |                    |
|  | Coleochaetophyceae |
|  |                    |

|  | \| \| Zygnematophyceae \| \| \| \| \| \| Coleochaetophyceae \| \| \| \| |
|  |                                                                         |
|  | Embryophytes (plantas terrestres)                                       |
|  |                                                                         |
|  | Zygnematophyceae                                                        |
|  |                                                                         |
|  | Coleochaetophyceae                                                      |
|  |                                                                         |

|  | Zygnematophyceae   |
|  |                    |
|  | Coleochaetophyceae |
|  |                    |

|  | \| \| Ulvophyceae \| \| \| \| \| \| Trebouxiophyceae \| \| \| \| \| \| Chlorophyceae \| \| \| \| |
|  |                                                                                                  |
|  | Chlorodendrophyceae                                                                              |
|  |                                                                                                  |
|  | Ulvophyceae                                                                                      |
|  |                                                                                                  |
|  | Trebouxiophyceae                                                                                 |
|  |                                                                                                  |
|  | Chlorophyceae                                                                                    |
|  |                                                                                                  |

|  | Ulvophyceae      |
|  |                  |
|  | Trebouxiophyceae |
|  |                  |
|  | Chlorophyceae    |
|  |                  |

|  | \| \| Ulvophyceae \| \| \| \| \| \| Trebouxiophyceae \| \| \| \| \| \| Chlorophyceae \| \| \| \| |
|  |                                                                                                  |
|  | Chlorodendrophyceae                                                                              |
|  |                                                                                                  |
|  | Ulvophyceae                                                                                      |
|  |                                                                                                  |
|  | Trebouxiophyceae                                                                                 |
|  |                                                                                                  |
|  | Chlorophyceae                                                                                    |
|  |                                                                                                  |

|  | Ulvophyceae      |
|  |                  |
|  | Trebouxiophyceae |
|  |                  |
|  | Chlorophyceae    |
|  |                  |

|  | \| \| Ulvophyceae \| \| \| \| \| \| Trebouxiophyceae \| \| \| \| \| \| Chlorophyceae \| \| \| \| |
|  |                                                                                                  |
|  | Chlorodendrophyceae                                                                              |
|  |                                                                                                  |
|  | Ulvophyceae                                                                                      |
|  |                                                                                                  |
|  | Trebouxiophyceae                                                                                 |
|  |                                                                                                  |
|  | Chlorophyceae                                                                                    |
|  |                                                                                                  |

|  | Ulvophyceae      |
|  |                  |
|  | Trebouxiophyceae |
|  |                  |
|  | Chlorophyceae    |
|  |                  |

|  | \| \| Ulvophyceae \| \| \| \| \| \| Trebouxiophyceae \| \| \| \| \| \| Chlorophyceae \| \| \| \| |
|  |                                                                                                  |
|  | Chlorodendrophyceae                                                                              |
|  |                                                                                                  |
|  | Ulvophyceae                                                                                      |
|  |                                                                                                  |
|  | Trebouxiophyceae                                                                                 |
|  |                                                                                                  |
|  | Chlorophyceae                                                                                    |
|  |                                                                                                  |

|  | Ulvophyceae      |
|  |                  |
|  | Trebouxiophyceae |
|  |                  |
|  | Chlorophyceae    |
|  |                  |

|  | \| \| Zygnematophyceae \| \| \| \| \| \| Coleochaetophyceae \| \| \| \| |
|  |                                                                         |
|  | Embryophytes (plantas terrestres)                                       |
|  |                                                                         |
|  | Zygnematophyceae                                                        |
|  |                                                                         |
|  | Coleochaetophyceae                                                      |
|  |                                                                         |

|  | Zygnematophyceae   |
|  |                    |
|  | Coleochaetophyceae |
|  |                    |

|  | \| \| Zygnematophyceae \| \| \| \| \| \| Coleochaetophyceae \| \| \| \| |
|  |                                                                         |
|  | Embryophytes (plantas terrestres)                                       |
|  |                                                                         |
|  | Zygnematophyceae                                                        |
|  |                                                                         |
|  | Coleochaetophyceae                                                      |
|  |                                                                         |

|  | Zygnematophyceae   |
|  |                    |
|  | Coleochaetophyceae |
|  |                    |

|  | \| \| Zygnematophyceae \| \| \| \| \| \| Coleochaetophyceae \| \| \| \| |
|  |                                                                         |
|  | Embryophytes (plantas terrestres)                                       |
|  |                                                                         |
|  | Zygnematophyceae                                                        |
|  |                                                                         |
|  | Coleochaetophyceae                                                      |
|  |                                                                         |

|  | Zygnematophyceae   |
|  |                    |
|  | Coleochaetophyceae |
|  |                    |

|  | \| \| Zygnematophyceae \| \| \| \| \| \| Coleochaetophyceae \| \| \| \| |
|  |                                                                         |
|  | Embryophytes (plantas terrestres)                                       |
|  |                                                                         |
|  | Zygnematophyceae                                                        |
|  |                                                                         |
|  | Coleochaetophyceae                                                      |
|  |                                                                         |

|  | Zygnematophyceae   |
|  |                    |
|  | Coleochaetophyceae |
|  |                    |

|  | \| \| Zygnematophyceae \| \| \| \| \| \| Coleochaetophyceae \| \| \| \| |
|  |                                                                         |
|  | Embryophytes (plantas terrestres)                                       |
|  |                                                                         |
|  | Zygnematophyceae                                                        |
|  |                                                                         |
|  | Coleochaetophyceae                                                      |
|  |                                                                         |

|  | Zygnematophyceae   |
|  |                    |
|  | Coleochaetophyceae |
|  |                    |

|  | \| \| Zygnematophyceae \| \| \| \| \| \| Coleochaetophyceae \| \| \| \| |
|  |                                                                         |
|  | Embryophytes (plantas terrestres)                                       |
|  |                                                                         |
|  | Zygnematophyceae                                                        |
|  |                                                                         |
|  | Coleochaetophyceae                                                      |
|  |                                                                         |

|  | Zygnematophyceae   |
|  |                    |
|  | Coleochaetophyceae |
|  |                    |

|  | \| \| Zygnematophyceae \| \| \| \| \| \| Coleochaetophyceae \| \| \| \| |
|  |                                                                         |
|  | Embryophytes (plantas terrestres)                                       |
|  |                                                                         |
|  | Zygnematophyceae                                                        |
|  |                                                                         |
|  | Coleochaetophyceae                                                      |
|  |                                                                         |

|  | Zygnematophyceae   |
|  |                    |
|  | Coleochaetophyceae |
|  |                    |

|  | \| \| Zygnematophyceae \| \| \| \| \| \| Coleochaetophyceae \| \| \| \| |
|  |                                                                         |
|  | Embryophytes (plantas terrestres)                                       |
|  |                                                                         |
|  | Zygnematophyceae                                                        |
|  |                                                                         |
|  | Coleochaetophyceae                                                      |
|  |                                                                         |

|  | Zygnematophyceae   |
|  |                    |
|  | Coleochaetophyceae |
|  |                    |

|  | \| \| Ulvophyceae \| \| \| \| \| \| Trebouxiophyceae \| \| \| \| \| \| Chlorophyceae \| \| \| \| |
|  |                                                                                                  |
|  | Chlorodendrophyceae                                                                              |
|  |                                                                                                  |
|  | Ulvophyceae                                                                                      |
|  |                                                                                                  |
|  | Trebouxiophyceae                                                                                 |
|  |                                                                                                  |
|  | Chlorophyceae                                                                                    |
|  |                                                                                                  |

|  | Ulvophyceae      |
|  |                  |
|  | Trebouxiophyceae |
|  |                  |
|  | Chlorophyceae    |
|  |                  |

|  | \| \| Ulvophyceae \| \| \| \| \| \| Trebouxiophyceae \| \| \| \| \| \| Chlorophyceae \| \| \| \| |
|  |                                                                                                  |
|  | Chlorodendrophyceae                                                                              |
|  |                                                                                                  |
|  | Ulvophyceae                                                                                      |
|  |                                                                                                  |
|  | Trebouxiophyceae                                                                                 |
|  |                                                                                                  |
|  | Chlorophyceae                                                                                    |
|  |                                                                                                  |

|  | Ulvophyceae      |
|  |                  |
|  | Trebouxiophyceae |
|  |                  |
|  | Chlorophyceae    |
|  |                  |

|  | \| \| Ulvophyceae \| \| \| \| \| \| Trebouxiophyceae \| \| \| \| \| \| Chlorophyceae \| \| \| \| |
|  |                                                                                                  |
|  | Chlorodendrophyceae                                                                              |
|  |                                                                                                  |
|  | Ulvophyceae                                                                                      |
|  |                                                                                                  |
|  | Trebouxiophyceae                                                                                 |
|  |                                                                                                  |
|  | Chlorophyceae                                                                                    |
|  |                                                                                                  |

|  | Ulvophyceae      |
|  |                  |
|  | Trebouxiophyceae |
|  |                  |
|  | Chlorophyceae    |
|  |                  |

|  | \| \| Ulvophyceae \| \| \| \| \| \| Trebouxiophyceae \| \| \| \| \| \| Chlorophyceae \| \| \| \| |
|  |                                                                                                  |
|  | Chlorodendrophyceae                                                                              |
|  |                                                                                                  |
|  | Ulvophyceae                                                                                      |
|  |                                                                                                  |
|  | Trebouxiophyceae                                                                                 |
|  |                                                                                                  |
|  | Chlorophyceae                                                                                    |
|  |                                                                                                  |

|  | Ulvophyceae      |
|  |                  |
|  | Trebouxiophyceae |
|  |                  |
|  | Chlorophyceae    |
|  |                  |

|  | \| \| Zygnematophyceae \| \| \| \| \| \| Coleochaetophyceae \| \| \| \| |
|  |                                                                         |
|  | Embryophytes (plantas terrestres)                                       |
|  |                                                                         |
|  | Zygnematophyceae                                                        |
|  |                                                                         |
|  | Coleochaetophyceae                                                      |
|  |                                                                         |

|  | Zygnematophyceae   |
|  |                    |
|  | Coleochaetophyceae |
|  |                    |

|  | \| \| Zygnematophyceae \| \| \| \| \| \| Coleochaetophyceae \| \| \| \| |
|  |                                                                         |
|  | Embryophytes (plantas terrestres)                                       |
|  |                                                                         |
|  | Zygnematophyceae                                                        |
|  |                                                                         |
|  | Coleochaetophyceae                                                      |
|  |                                                                         |

|  | Zygnematophyceae   |
|  |                    |
|  | Coleochaetophyceae |
|  |                    |

|  | \| \| Zygnematophyceae \| \| \| \| \| \| Coleochaetophyceae \| \| \| \| |
|  |                                                                         |
|  | Embryophytes (plantas terrestres)                                       |
|  |                                                                         |
|  | Zygnematophyceae                                                        |
|  |                                                                         |
|  | Coleochaetophyceae                                                      |
|  |                                                                         |

|  | Zygnematophyceae   |
|  |                    |
|  | Coleochaetophyceae |
|  |                    |

|  | \| \| Zygnematophyceae \| \| \| \| \| \| Coleochaetophyceae \| \| \| \| |
|  |                                                                         |
|  | Embryophytes (plantas terrestres)                                       |
|  |                                                                         |
|  | Zygnematophyceae                                                        |
|  |                                                                         |
|  | Coleochaetophyceae                                                      |
|  |                                                                         |

|  | Zygnematophyceae   |
|  |                    |
|  | Coleochaetophyceae |
|  |                    |

|  | \| \| Zygnematophyceae \| \| \| \| \| \| Coleochaetophyceae \| \| \| \| |
|  |                                                                         |
|  | Embryophytes (plantas terrestres)                                       |
|  |                                                                         |
|  | Zygnematophyceae                                                        |
|  |                                                                         |
|  | Coleochaetophyceae                                                      |
|  |                                                                         |

|  | Zygnematophyceae   |
|  |                    |
|  | Coleochaetophyceae |
|  |                    |

|  | \| \| Zygnematophyceae \| \| \| \| \| \| Coleochaetophyceae \| \| \| \| |
|  |                                                                         |
|  | Embryophytes (plantas terrestres)                                       |
|  |                                                                         |
|  | Zygnematophyceae                                                        |
|  |                                                                         |
|  | Coleochaetophyceae                                                      |
|  |                                                                         |

|  | Zygnematophyceae   |
|  |                    |
|  | Coleochaetophyceae |
|  |                    |

|  | \| \| Zygnematophyceae \| \| \| \| \| \| Coleochaetophyceae \| \| \| \| |
|  |                                                                         |
|  | Embryophytes (plantas terrestres)                                       |
|  |                                                                         |
|  | Zygnematophyceae                                                        |
|  |                                                                         |
|  | Coleochaetophyceae                                                      |
|  |                                                                         |

|  | Zygnematophyceae   |
|  |                    |
|  | Coleochaetophyceae |
|  |                    |

|  | \| \| Zygnematophyceae \| \| \| \| \| \| Coleochaetophyceae \| \| \| \| |
|  |                                                                         |
|  | Embryophytes (plantas terrestres)                                       |
|  |                                                                         |
|  | Zygnematophyceae                                                        |
|  |                                                                         |
|  | Coleochaetophyceae                                                      |
|  |                                                                         |

|  | Zygnematophyceae   |
|  |                    |
|  | Coleochaetophyceae |
|  |                    |

As ordens não incluídas em Chlorophyta são muitas vezes agrupadas como divisão Charophyta, que é parafilética em relação às plantas superiores. Por vezes, Charophyta é restrita à ordem Charales, e uma divisão Gamophyta é introduzida para as Zygnematales e Desmidiales. Em sistema de classificação antigos, os clorófitos incluíam todas as algas verdes. Sistemas de classificação que incluam o Reino Protista, podem incluir as algas verdes neste reino ou no Reino Plantae.

## Reprodução
As algas verdes são organismos eucariotas. A reprodução sexual varia desde a fusão de células idênticas (isogamia) até à fertilização de uma grande célula não móvel por uma célula móvel de pequenas dimensões (oogamia). No entanto, estas características sofrem algumas variações, mais visíveis nas algas verdes basais.
Células haplóides poderão se fundir dando origem aos zigotos diplóides. Quando algas filamentosas fazem isto, elas formam pontes entre as células, deixando paredes celulares vazias e o material genético é passado de uma para a outra, a este processo dá-se o nome de conjugação.